# Rapport COMETA
Le rapport COMETA est un document émanant du COMETA, une association française d'étude des phénomènes aérospatiaux non identifiés, aujourd'hui en sommeil. Préfacé par l'ancien président du CNES, André Lebeau, il a été porté à la connaissance du grand public par ses auteurs au moyen d'une publication dans le magazine VSD, ce qui a donné lieu à quelques réactions dans la presse. L'association COMETA l'a publié sous forme de livre à compte d'éditeur en 2003. Le rapport COMETA a fait l'objet de mentions dans plusieurs livres traitant des ovnis,,.

## L'association COMETA
L'association COMETA (acronyme du COMité d'ÉTudes Approfondies, communément appelé le COMETA) a pour origine une association de fait qui, à partir de 1996, travaille à l'élaboration de ce qui deviendra le rapport COMETA. Le 24 février 1999, elle est déclarée comme association loi de 1901 à but non lucratif. Composée d'« experts provenant pour la plupart de l'Institut des hautes études de la défense nationale, », elle est présidée par le général de l'armée de l'air Denis Letty,. L'association déclare avoir pour but la sensibilisation des pouvoirs publics et de la population au phénomène OVNI ou PAN. À la date de mars 2006, l'association était en sommeil.

## Le rapport COMETA
En 1999, après trois ans de travail d'un « comité privé » présidé par le général Denis Letty, un de ses membres, Jean-Jacques Velasco remet « en main propre » à Lionel Jospin, alors Premier ministre, un document non officiel intitulé « rapport COMETA » et cela sans qu'il ait été commandité par l'État. L'opération, recevant un écho médiatique, est suivie de la publication d'un ouvrage intitulé Les OVNI et la Défense : À quoi devons-nous nous préparer ?
Le rapport est un document de 90 pages en trois parties distinctes et une conclusion, compilant des cas français ou étrangers étudiés depuis une soixantaine d'années,,, et insistant sur les « aspects qui concernent la Défense nationale. »
Ont collaboré à ce rapport : Jean-Jacques Velasco (membre du CNES, ex-directeur du GEPAN et du SEPRA), le général Domange de l'Armée de l'air, Edmond Campagnac, ancien directeur technique d'Air France, le professeur André Lebeau (préambule), ancien président du CNES, et le Général de l'Armée de l'Air Bernard Norlain (préface), ancien directeur de l'IHEDN. Christian Marchal, de l'association COMETA, précise au sujet de ce rapport : « lorsque nous l'avons remis, il n'y a eu aucune réaction officielle ».
Les auteurs du rapport COMETA concluent à « la réalité physique quasi-certaine d'objets volants totalement inconnus » et qu'au vu des prouesses mesurées des ovnis (particulièrement lorsque des enregistrements radar existent), l'hypothèse extraterrestre leur paraît la plus « probable » ou la plus « crédible »,. Le rapport différencie la réalité de l'existence d'ovnis et la notion de visiteurs extraterrestres, laquelle en est au stade « d'hypothèse, ».

### Réactions

#### Au gouvernement
Selon Olivier Schrameck, directeur de cabinet de Lionel Jospin, le Premier ministre a lu et annoté le rapport Cometa « pour marquer son intérêt ».

#### Dans la presse
Selon David Rossoni, Éric Maillot et Éric Déguillaume, auteurs du livre Les OVNI du CNES paru en 2007, la presse d'information générale n'a consacré que de rares titres au rapport : « Ovni soit qui mal y pense » (Libération, 21 février 1999), « Frappes chirurgicales contre les Martiens » (Le Canard enchaîné, 21 juillet 1999), « Ovnis : Un rapport délirant » (L'Express, 5 août 1999), autant de titres qu'ils estiment révélateurs de la dérision suscitée par le dossier monté par les ufologues. Les deux principaux quotidiens nationaux, Le Figaro et Le Monde, sont restés muets. En province, sous le titre « Le général qui attend les OVNI », Dimanche Ouest-France publie, le 15 août 1999, une interview du général Letty.
La publication du rapport a suscité en outre des articles dans la presse étrangère de langue anglaise : « The truth is out there » (Leslie Kean, Irish Independent, 17 juin 2000), « UFO theorists gain support abroad, but repression at home » (Leslie Kean, Boston Globe, 21 mai 2000), deux versions abrégées d'un article de fond intitulé « USA: UFOs and national Security », daté de juin 2000, et qui fut proposé pour publication à l'hebdomadaire français VSD.

#### Avis du président du comité de pilotage du GEIPAN
Pour Yves Sillard, qui préside le comité de pilotage du GEIPAN : « Ce rapport très sérieux […] ne conclut pas sur la nature des phénomènes observés. Il émet cependant le constat, qualifié de ferme et prudent par ses auteurs, que, si l'hypothèse extraterrestre n'est pas prouvée scientifiquement, il existe en sa faveur de fortes présomptions et que, si elle est exacte elle est grosse de conséquences. » Il poursuit : « Ce constat constitue le prélude à quelques recommandations de bon sens adressées aux plus hautes autorités civiles et militaires de l'État et destinées à préparer les différents services concernés à réagir avec le maximum d'intelligence dans la situation où ce qui n'est aujourd'hui qu'une hypothèse se transformerait en évidence. »

#### Chez les ufologues
Chez les ufologues, le rapport a donné lieu aux réactions de Gildas Bourdais, de Christel Seval (mg), de Jean-Pierre Pharabod, de Jean-Jacques Velasco et Nicolas Montigiani. 

#### Réactions sceptiques
Le journaliste Marc Traverson publie dans L'Express une critique du rapport, le trouvant « peu crédible », qualifiant ses auteurs de « comité privé piloté par un général » et citant pour l'occasion l'avis du sociologue et ufologue Pierre Lagrange : « Ce rapport passe par pertes et profits toute la réflexion récente sur les ovnis et accorde du crédit à des histoires que les ufologues américains rangent dans le folklore. […] Leur modèle d'extraterrestre semble tout droit surgir des années 50, comme s'il ne s'était rien passé depuis ». L'article de L'Express fait l'objet d'un droit de réponse de la part du COMETA. Pierre Lagrange, dans le journal Libération, répond aux critiques à son encontre : « Quand de prétendus sceptiques (épinglés dans le rapport Cometa-VSD) comme Bertrand Méheust ou moi évoquons le rôle de la culture dans l'invention des soucoupes, ce n'est pas pour réduire celles-ci à celle-là mais bien pour «irréduire» les soucoupes, pour montrer toute leur richesse. ». Par ailleurs, le chapeau ajouté par la rédaction du quotidien affirme que le rapport « alimente la désinformation sur les ovnis en ridiculisant le sujet ».
Dans son livre Ovnis : ce qu'ils ne veulent pas que vous sachiez, paru en 2007, le sociologue Pierre Lagrange revient à la charge : « Nous n'avons pas ici un rapport issu de spécialistes du renseignement et de l'analyse militaire, mais de personnes dont le hobby consiste à faire de l'ufologie et qui voudraient se donner une respectabilité en étalant le fait qu'ils sont par ailleurs ingénieurs et militaires de carrière. »
Pour l'astrophysicien Jean-Pierre Petit, l'opération aura été très coûteuse sur le plan social pour tous les membres du groupe. Il ajoute qu'en mars 2006, le général Letty se disait désabusé et précisait que l'association COMETA était en sommeil.

#### Autres
Selon l'universitaire Jean-Pierre Marguénaud, professeur agrégé de droit privé et de sciences criminelles,, le rapport COMETA est « plus audacieux encore » que le « rapport Sturrock » (du nom du professeur éponyme qui présente les conclusions de la Conférence de Pocantico de 1997), lequel déclare « légitime et digne d'intérêt pour les scientifiques » la recherche sur le phénomène ovni, et lui-même « se démarquant du plus que circonspect » rapport américain Condon de 1968 faisant suite au Projet Livre Bleu.
En mai 2010, la Commission « PAN/SIGMA » résume, dans son rapport d'étape, l'action du COMETA en affirmant en particulier que « l’hypothèse centrale proposée par le rapport COMETA ne peut pas, aujourd’hui encore, être prise en défaut et demeure parfaitement crédible ». Son président, Alain Boudier, déclare même : « En quelque sorte, nous rejoignons les conclusions du rapport COMETA. C'est un rapport de très haut niveau. Ce qui est extraordinaire, c'est que COMETA est plus connu aux États-Unis qu'en France. »

### Droits d'auteur et diffusion
Le rapport COMETA n'est pas libre de droits.
Le 16 juillet 1999, il a fait l'objet d'un hors série du magazine VSD, vendu à 70 000 exemplaires.
Le rapport est téléchargeable depuis le site du GEIPAN ; ce même GEIPAN souligne que cette mise en ligne du rapport « ne signifie en aucun cas une approbation du rapport par le CNES. » même s'il est précisé que « Les conditions de réalisation de cette étude par une commission privée ont été présentées […] au Comité de Pilotage qui a pu juger du sérieux de ce travail, indépendamment des conclusions qui n'engagent que leurs auteurs. »

#### Ouvrages
- COMETA (préf. Général Bernard Norlain), Les OVNI et la Défense — À quoi doit-on se préparer ?, Paris, Éditions du Rocher, juin 2003, 221 p. (ISBN 978-2-268-04592-4, présentation en ligne).
- COMETA, Les OVNI et la défense : À quoi doit-on se préparer ?, Paris, J'ai lu, février 2006 (1re éd. 2003), 218 p., Poche (ISBN 978-2-290-35000-3).